# Todireni (okręg Botoszany)
Todireni – wieś w Rumunii, w okręgu Botoszany, w gminie Todireni. W 2011 roku liczyła 1947 mieszkańców.